# Високий суд Австралії

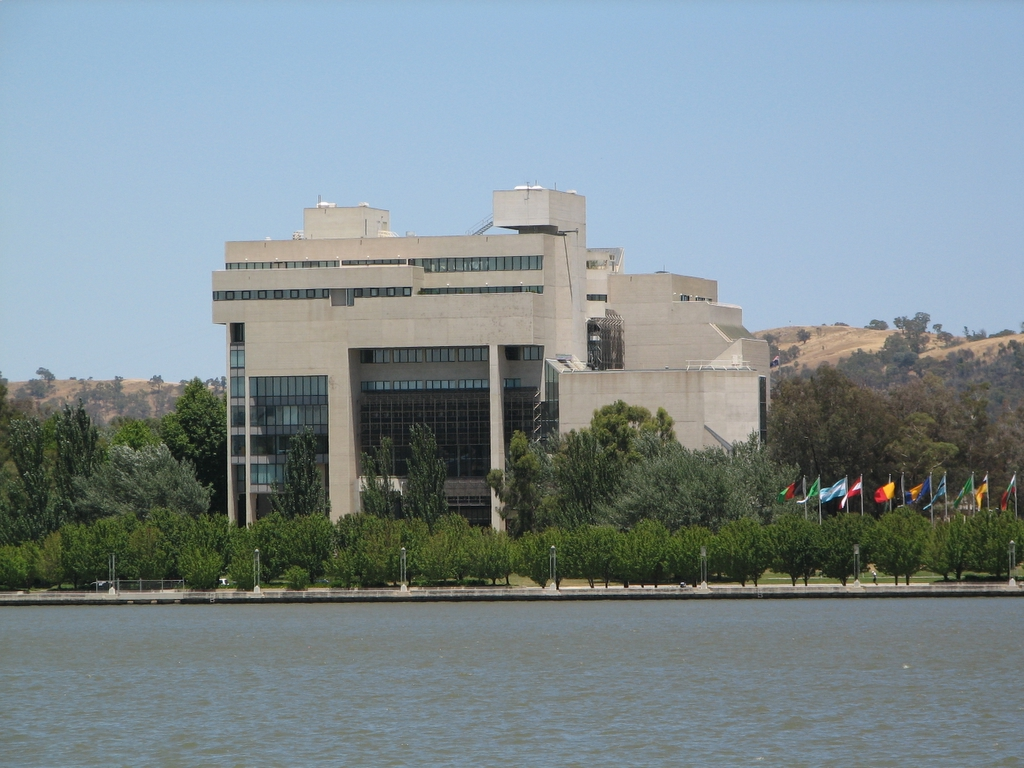
Будівля суду

Високий суд Австралії (англ. High Court of Australia) є судом останньої інстанції в Австралії, а також старшим судом австралійської ієрархії судів. Високий суд Австралії складається з голови і шести членів. Високий суд може приймати самостійні рішення, а також є апеляційним судом.
Він розглядає питання, пов'язані з трактуванням Конституції Австралії, справи, у яких Австралійський Союз виступає як одна зі сторін, суперечки між штатами, скарги на дії деяких федеральних чиновників, а також карні справи, що передбачені законодавством Австралійського Союзу (їх може розглядати один з членів суду одноосібно).
Крім того, Високий суд Австралії розглядає скарги на будь-які рішення, вироки або накази судів, що здійснюють федеральну юрисдикцію, а також на відповідні постанови верховних судів або інших судів штатів, якщо під час створення Австралійського Союзу (1900 р.) вони підлягали оскарженню до Судового комітету Таємної ради.
Високий суд діє відповідно до статті 71 Конституції Австралії, згідно з якою саме цій юридичній інституції надається право приймати найважливіші юридичні рішення, пов'язані з діяльністю Федерації. Діяльність Високого суду і його структура визначені Юридичним актом 1903 року.